# Earthblade
Earthblade est un projet de jeu de plates-formes qui a été en production au sein du studio Extremely OK Games entre 2021 et 2025, année où il est annulé.

## Système de jeu
Earthblade est un jeu de plateforme de type Metroidvania en 2D. Le joueur y incarne Névoa, revenu sur une Terre en ruine et qui doit traverser, escalader et combattre les divers ennemis. Les graphismes sont dans un style pixel art.

## Développement
Extremely OK Games annonce Earthblade pour la première fois en avril 2021 et commence ses premiers tests en avril de l'année suivante. Les premières images sont dévoilées aux Game Awards 2022. Le style de jeu de plateforme ainsi que la direction artistique (visuelle et sonore) sont très similaires au jeu Celeste sorti en 2018 par les mêmes développeurs. La sortie d'Earthblade est initialement prévue pour 2023 : fin 2022, le studio la repousse finalement à 2024, avant, début 2024, de la repousser encore à 2025 au plus tôt.
En janvier 2025, au terme de près de quatre années de développement, le jeu est finalement annulé sur fond de conflits internes à propos de la propriété intellectuelle de Celeste entre ses créateurs Noël Berry et Maddy Thorson d'une part et Pedro Medeiros d'autre part. Si le conflit est réglé à l'amiable, Medeiros quitte le studio et, insatisfaits de leur travail sur le jeu et de la forme qu'il prend, Berry et Thorson décident finalement d'en arrêter le développement dans la foulée, dissolvant par la même occasion la plupart des effectifs du studio qu'ils avaient formé autour de l'équipe de Celeste pour assurer le développement du jeu,.